# Quod Apostolici Muneris
Quod apostolici muneris — вторая энциклика папы Льва XIII, опубликованная 28 декабря 1878 года.
В энциклике автор предлагает аргументы против «социализма, коммунизма и нигилизма», которые рассматриваются в качестве трёх аспектов единой идеологии, которая противостоит этическим ценностям, естественным институтам и принципам власти и собственности. Ей противопоставляется собственно социальное учение Католической церкви, которое, уважая социальные различия, делает акцент на важности помощи бедным.
В энциклике осуждается такая форма социализма, сторонники которой «стремятся захватить и сделать общим что-то, что было приобретено либо по праву законного наследования, либо через труд ума и рук, либо через бережливость в рамках конкретного образа жизни». Этому противопоставляется учение Церкви, согласно которому «право владеть собственностью, которое проистекает из самой природы, неприкосновенно и стоит нерушимым. Ибо она [то есть Церковь] знает, что воровство и грабеж были настолько запрещены Богом, автором и защитником прав, что Он бы не позволил человеку даже желать того, что принадлежит другому, а также что воры и грабители, не менее, чем прелюбодеи и идолопоклонники, лишены Царствия Небесного».